# Frigyesi András
Frigyesi András (Budapest, 1952. április 8. –) tanár, rendező, színházigazgató. 2013-tól 2018-ig a Budaörsi Latinovits Színház igazgatója.

## Életpályája
Tanárcsalád gyermeke, iskolai tanulmányait az ELTE Apáczai Csere János Gyakorló Iskolájában végezte. Az ELTE Bölcsészet-tudományi Karán a magyar nyelv- és irodalom – germanisztika szakokat végezte, 1978-ban vette át diplomáját.
Közben a Madách Színházban és szabadtéri produkciókban rendezőasszisztensként dolgozott. Színház- és Filmművészeti Egyetem színházrendező szakán két évet végzett, Bécsben elvégezte az Institut für Kulturwissenschaft színházi menedzser képzését. 1982-től az ELTE Idegennyelvi Továbbképző Központja Német Tanszékének tanárként dolgozott, az Állami Nyelvvizsga Bizottság német szakos vizsgáztatója volt.
1986-tól folyamatosan Ausztriában végzett színházi munkákat: tanársegédként a Hochschule für Musik und darstellende Kunst in Graz Színházi Tanszakán rendezőhallgatókat tanított, dolgozott a Vereinigte Bühnen Graz, a Theater im Keller színházakban. Magyar darabokat fordított németre, Schwajda, Spíró, Görgey, Lope de Vega, Erdmann színműveit rendezte. 1992 és 1997 között a szekszárdi Deutsche Bühne Ungarn igazgatója, főrendezője volt. A magyarországi német színjátszás magas színvonalra történő emeléséért 1994-ben a A Magyar Köztársasági Érdemrend kiskeresztje kitüntetésben részesült.
A Deutsches Theater Budapest (DTB) ügyvezető igazgatójaként önálló produkciókat állított színpadra, köztük magyarországi német nyelvű ősbemutatóként a Salzburg-i ünnepi játékok itthon szinte ismeretlen, állandó sikerdarabját, Hugo von Hofmannsthal Jederman című moralitását. Erich Kästner verseiből Nemeskürty Harriettel közösen kétfelvonásos zenés színművet írt, amelyet Gedanken beim Überfahrenwerden címmel éveken át játszott a DTB. A hazai nemzetiségi színjátszás ügyét a majdnem 10 éven át folyamatosan megszervezett ARCUSFEST Nemzetiségi Színházi Találkozó művészeti vezetőjeként és műsorigazgatójaként mozdította előre. Az Apor Vilmos Katolikus Főiskola német nyelvű drámapedagógus képzésének tanáraként egyebek mellett a színjátékos és rendezői ismeretek, színházi menedzsment, színház- és drámatörténet című tantárgyak előadója volt.
Németországi rendezése Erkel Ferenc Bánk bán című operája, amelyet 2005-ben Flensburgban mutattak be. A bemutatóhoz részben új fordítást készített a librettóból, és sok mindenben Erkel eredeti jeleneteihez és zenéjéhez tért vissza. Erkelt itthon is rendezett: az István király bemutatója 2010 nyarán, Erkel születésének 200. évfordulója alkalmából. A tisztesség karnagya címen Erkelről önálló egyfelvonásost írt, amelyet itthon magyar és német nyelven is játszottak.
2013-ban Budaörs város képviselőtestülete a Budaörsi Játékszín igazgatójává választotta. Kezdeményezése nyomán az intézmény elnevezése 2013 szeptemberében Budaörsi Latinovits Színházra változott.

## Díjai
A Magyar Köztársasági Érdemrend kiskeresztje (1994)

## Főbb rendezései, színházi munkái
- Cziglényi Boglárka: Fény presszó (Budaörsi Latinovits Színház)
- Görgey Gábor: Komámasszony, hol a stukker? (Budaörsi Latinovits Színház)
- Karel Čapek: A fehér kór (Budaörsi Latinovits Színház)
- 56:60 – Magyar állapotok (Budaörsi Latinovits Színház)
- Kacsóh – Bakonyi – Heltai: János vitéz (daljáték) (Budaörsi Latinovits Színház)
- Hubay Miklós: Ők tudják, mi a szerelem (Budaörsi Latinovits Színház)
- Ízlések és pofonok – "Éjjel-nappal Budaörs" (Budaörsi Latinovits Színház)
- Budaörsi Passió
- Yasmina Reza: Művészet (Thália Színház)
- Jedermann (Akárki) (Deutsches Theater Budapest)
- Leben ohne Liebe / Szerelem nélkül élni? (Deutsches Theater Budapest) – író
- Liselotte und der Mai (Deutsches Theater Budapest)
- Jahre später – gleiche Zeit / Évtizedek múlva is veled, ugyanitt (Deutsches Theater Budapest)
- Gedanken beim Überfahrenwerden / Gondolatok miközben elütnek (Deutsches Theater Budapest) – író
- Bei uns, in Europa / Nálunk, Európában (Deutsches Theater Budapest) – író